# Verkiezingen voor het Europees Parlement 2014/Kandidatenlijst/sp.a
Dit is de kandidatenlijst van de Belgische Socialistische Partij Anders voor de Europese verkiezingen van 2014. De verkozenen staan vetgedrukt.

## Effectieven
1. Kathleen Van Brempt
2. Said El Khadraoui
3. Valerie Del Re
4. Tom Balthazar
5. Sanne Doms
6. Matthias Somers
7. Samira Mayda
8. Hassan Bilici
9. Vera Drozdik
10. Lieven Meert
11. Francy Van der Wildt
12. Eddy Van Lancker

## Opvolgers
1. Nick Mouton
2. Jutta Buyse
3. Pieter Vandenbroucke
4. Emilie Peeters
5. Kris Verduyckt
6. Patricia Lamas Sanchez
7. Yasin Kilic